# Egon (Vulkan)
Der Egon ist ein 1703 m hoher Stratovulkan im Osten der indonesischen Insel Flores. Der Vulkankrater mit einem Durchmesser von 350 Meter und einer Tiefe von 200 Meter enthält manchmal einen Kratersee. Ein zweiter südlich gelegener Gipfel mit einer Höhe von 1671 m wird von einem Lavadom gebildet. Solfataren befinden sich im Kraterbereich sowie am südlichen Hang des Vulkans.
Berichte über Ausbrüche des Egons liegen für die Jahre 1888 bis 1892 vor. Eine Eruption im Jahr 1907 kann nicht sicher dem Egon zugeordnet werden, möglicherweise war der Vulkan Lewotobi Lakilaki der Ausbruchsort. Beim Ausbruch des Egons am 29. Januar 2004 kam es am Osthang zu einem Erdrutsch; über dem Gipfel stieg eine 750 Meter hohe Rauchsäule auf. Bis zu 6000 Menschen aus umliegenden Dörfern wurden vorübergehend evakuiert. Bei weiteren Eruptionen zwischen Juli und September 2004 sowie im Februar 2005 entstanden keine wesentlichen Schäden.
Zuletzt ist der Egon im April 2008 ausgebrochen: Am 15. April stieg nach einer phreatischen Eruption eine Aschewolke bis zu einer Höhe von 5,7 Kilometer auf, trieb nach Westen ab und erreichte die 25 Kilometer entfernte Stadt Maumere. 600 Menschen aus umliegenden Dörfern mussten evakuiert werden. Bereits seit 4. April war es zu kleineren Dampferuptionen und Erdbeben am Egon gekommen.
Die Jakarta Post meldete am 4. November 2010 eine erhöhte vulkanische Aktivität. Die Zahl der täglich gemessenen Erdbeben im Bereich des Kraters stieg von circa vier auf bis zu zehn am Tag. Die Bewohner an den Hängen des Gunung Egon wurden angewiesen, sich vom Krater fernzuhalten.